# To Shoot an Elephant
To Shoot an Elephant è un film documentario del 2009 diretto da Alberto Arce e Mohammed Rujailah.

## Trama

### Titolo
Il titolo fa riferimento al romanzo di George Orwell, L'uccisione dell'elefante (Shooting an Elephant) del 1936, considerato una metafora del colonialismo e delle sue atroci conseguenze sulla popolazione colonizzata.

## Produzione
Il lavoro è stato girato a Gaza durante l'operazione "piombo fuso", l'intervento militare israeliano tenuto nel 2008 nella striscia di Gaza, formalmente finalizzato a far cessare i ripetuti attacchi nei confronti della popolazione israeliana, da parte delle organizzazioni presenti nella Striscia fra cui Hamas, attacchi responsabili della morte di 15 civili nel giro di 8 anni a partire dal 2000.
L'operazione militare porterà a 1412 vittime palestinesi (di cui 759 civili, fra questi circa 300 bambini) nel giro delle 3 settimane di assedio.
I diritti del film sono tutelati da Creative Commons ed il film è scaricabile gratuitamente da internet.

## Rilevanza
Data la decisione dell'esercito israeliano di impedire l'accesso agli osservatori Internazionali nonché il quasi totale oscuramento delle agenzie di stampa e dei mezzi di informazione durante le settimane dell'assedio, il documentario rappresenta una delle poche testimonianze di ciò che accadde all'interno della Striscia.

## Citazioni
Il film si conclude con una citazione di Marek Edelman, uno dei leader della Rivolta di Varsavia nel 1943:
"Abbiamo combattuto per la nostra vita. Ci muoveva una determinazione disperata, ma le nostre armi mai sono state dirette contro civili inermi.
Abbiamo lottato per la sopravvivenza della comunità ebraica, non per un territorio né per un'identità nazionale.
Per me, non esistono un Popolo Eletto né una Terra Promessa."
Edelman non ha mai voluto trasferirsi in Israele.